# Casino (film)
Casino är en amerikansk maffiafilm från 1995 i regi av Martin Scorsese med Robert De Niro, Sharon Stone och Joe Pesci i huvudrollerna. Filmen bygger på en roman av författaren Nicholas Pileggi med samma namn, där romanen i sin tur bygger på verkliga händelser.
I Sverige blev Casino 1996 den sista film med biografpremiär som fick stycken censurerade av Statens biografbyrå, vilket föranledde filmbolaget att överklaga beslutet. Numera finns den att köpa som oklippt. Det var den åttonde filmen i samarbetet mellan Martin Scorsese och Robert De Niro.

## Handling
Två gamla vänner bygger upp ett spelimperium i Las Vegas. Sam "Ace" Rothstein (Robert de Niro) blir chef för kasinot "Tangiers" och skall se till att allting sköts snyggt och ordentligt – i alla fall på ytan, så att ägarna kan få sin väska med svarta pengar. Nicky Santoro (Joe Pesci) är den som ser till att motsträviga typer håller sig till maffians spelregler, och blir snabbt Las Vegas nye maffiaboss.

## Om filmen
Sharon Stone nominerades till en Oscar för Bästa kvinnliga huvudroll för sin tolkning av Ginger, Rothsteins hustru.
Filmen hade Sverigepremiär den 8 mars 1996 på biograferna BioPalatset, Rival och Röda Kvarn i Stockholm.

## Rollista (i urval)
- Robert De Niro – Sam 'Ace' Rothstein
- Sharon Stone – Ginger McKenna/Rothstein
- Joe Pesci – Nicky Santoro
- James Woods – Lester Diamond
- Don Rickles – Billy Sherbert
- Alan King – Andy Stone
- Kevin Pollak – Phillip Green